# ساری‌قیه (مراغه)
ساری‌قیه یکی از روستاهای استان آذربایجان شرقی است که در دهستان سراجوی جنوبی بخش سراجو شهرستان مراغه واقع شده‌است. 
روستای ساریقَیه از توابع بخش سراجو دهستان سراجوی غربی در حاشیه جنوبی حوضۀ رودخانۀ لیلان چای و در همسایگی روستاهای اوخچی، گؤیجۀقلعه، کوسه صَفر و قَطان (قاتان) واقع شده است. این روستا در فاصله 30 کیلومتری (خط مستقیم)، جنوبشرقی شهر مراغه و 8 کیلومتری جاده آسفالته مراغه به سَراَسکند (هشترود) قرار گرفته است. در گذشته محل دسترسی به روستا با مشکلات زیادی همراه بوده و امروزه با آسفالت شدن مسیر ارتباطی تا حدودی امکان دسترسی و تردد برای مردم روستا هموار شده است. 
 براساس مطالعات باستان شناسي که توسط هياتي به سرپرستي سعيد ستارنژاد از دانشگاه محقق اردبيلي انجام شده است؛  روستای ساری قَیه در حاشیه رودخانۀ لیلانچای و در کمرکش کوه صخرهای شکل گرفته است. نامجای روستای ساریقَیه از دو واژۀ ترکی «ساری» به معنای زرد رنگ، و از پسوند «قَیه / قایا» به معنای صخره الهام گرفته، که وجه تسمیۀ روستا، نشانگر شکلگیری روستا در دامنۀ صخره است  در اين روستا تعدادي فضاي دستکند صخره اي قرار دارد که کاربري هاي چون آب انبار، پناهگاهي داشته و متعلق به عصر آهن و دوران اسلامي است.